# Сарад
Сара́д — невеликий острів в Червоному морі в архіпелазі Дахлак, належить Еритреї, адміністративно відноситься до району Дахлак регіону Семіен-Кей-Бахрі.

## Географія
Розташований на північний захід від острова Дахлак, при входу до бухти Губбет-Ентату. Має компактну і видовжену з північного сходу на південний захід форму. Довжина 840 м, ширина до 450 м. Острів облямований піщаними мілинами та кораловими рифами.